# Aimee Pratt
Aimee Pratt (Mánchester, 3 de octubre de 1997) es una atleta británica, especialista en carreras de larga distancia y con obstáculos.

## Carrera
Comenzó a competir en el año 2012, con torneos regionales y a nivel nacional en Inglaterra y, posteriormente, ampliado al Reino Unido. Su primera cita internacional tuvo lugar en 2016, el Campeonato Mundial de Atletismo Sub-20 celebrado en Bydgoszcz (Polonia), corriendo en la modalidad de 3000 metros obstáculos, donde no pasó de la ronda clasificatoria, al quedar novena en la misma, con una marca de 10:25,51 minutos. Un año después, en la misma ciudad, pero ahora en los Campeonato Europeo de Atletismo Sub-23, avanzaba hasta la final, siendo la mejor decimocuarta, con un tiempo de 10:28,64 minutos.
2019 arrancó con la cita del Campeonato Europeo de Atletismo Sub-23 en Gävle (Suecia). Pratt corrió los 3000 metros obstáculos en 10:18,98 minutos, lo que le valió un undécimo puesto. Más adelante, en el Campeonato Mundial de Atletismo de Doha (Catar) acabó octava en la primera serie clasificatoria, sin posibilidades de avanzar en la competición, pese a haber rebajado considerablemente su marca hasta los 9:38,91 minutos.
Se convirtió en campeona británica al ganar la prueba de 3000 metros obstáculos en el Campeonato Británico de Atletismo de 2020 con un tiempo de 9:30,73 segundos.
En 2021 se clasificaba para su primera cita olímpica en Tokio 2020, partiendo en julio con la expedición británica hasta Japón para competir en los 3000 metros obstáculos. Solo pudo disputar la primera carrera, corriendo en la segunda serie, en la que terminó con una marca de 9:47,56 minutos, siendo undécima en la misma, muy lejos de los puestos de clasificación, en los que también distaban cerca de veinte segundos de diferencia.

## Resultados

### Por temporada
| Representando a Reino Unido (así como a Inglaterra) | Representando a Reino Unido (así como a Inglaterra) | Representando a Reino Unido (así como a Inglaterra) | Representando a Reino Unido (así como a Inglaterra) | Representando a Reino Unido (así como a Inglaterra) | Representando a Reino Unido (así como a Inglaterra) |
| --------------------------------------------------- | --------------------------------------------------- | --------------------------------------------------- | --------------------------------------------------- | --------------------------------------------------- | --------------------------------------------------- |
| Año                                                 | Competición                                         | Lugar                                               | Puesto                                              | Modalidad                                           | Marca                                               |
| 2016                                                | Campeonato Mundial de Atletismo Sub-20              | Bydgoszcz                                           | 9.ª (H2)                                            | 3000 m obstáculos                                   | 10:25,51 min.                                       |
| 2017                                                | Campeonato Europeo de Atletismo Sub-23              | Bydgoszcz                                           | 14.ª                                                | 3000 m obstáculos                                   | 10:28,64 min.                                       |
| 2019                                                | Campeonato Europeo de Atletismo Sub-23              | Gävle                                               | 11.ª                                                | 3000 m obstáculos                                   | 10:18,98 min.                                       |
| 2019                                                | Liga de Diamante - Grand Prix                       | Birmingham                                          | 16.ª                                                | 3000 m obstáculos                                   | 9:58,68 min.                                        |
| 2019                                                | Campeonato Mundial de Atletismo                     | Doha                                                | 8.ª (H1)                                            | 3000 m obstáculos                                   | 9:38,91 min.                                        |
| 2020                                                | ISTAF Berlín                                        | Berlín                                              | 4.ª                                                 | 3000 m obstáculos                                   | 9:32,50 min.                                        |
| 2021                                                | Liga de Diamante - Bauhaus-Galan                    | Estocolmo                                           | 10.ª                                                | 3000 m obstáculos                                   | 9:39,12 min.                                        |
| 2021                                                | Juegos Olímpicos                                    | Tokio                                               | 11.ª (H2)                                           | 3000 m obstáculos                                   | 9:47,56 min.                                        |
| 2022                                                | Campeonato Mundial de Atletismo                     | Eugene                                              | 7.ª                                                 | 3000 m obstáculos                                   | 9:15,65 min.                                        |
| 2022                                                | Juegos de la Mancomunidad                           | Birmingham                                          | 4.ª                                                 | 3000 m obstáculos                                   | 9:27,41 min.                                        |
| 2022                                                | Campeonato Europeo de Atletismo                     | Múnich                                              | 7.ª                                                 | 3000 m obstáculos                                   | 9:35,31 min.                                        |

### Mejores marcas
| Disciplina                   | Marca         | Lugar          | Fecha                   |
| ---------------------------- | ------------- | -------------- | ----------------------- |
| 800 metros (exterior)        | 2:04,75 min.  | Mánchester     | 25 de agosto de 2020    |
| 800 metros (pista cubierta)  | 2:06,93 min.  | Viena          | 26 de enero de 2019     |
| 1500 metros (exterior)       | 4:12,52 min.  | Andújar        | 6 de septiembre de 2019 |
| 1500 metros (pista cubierta) | 4:19,77 min.  | Bratislava     | 27 de enero de 2019     |
| 3000 metros (exterior)       | 9:05,29 min.  | Deuil-la-Barre | 16 de agosto de 2020    |
| 3000 metros (pista cubierta) | 9:02,12 min.  | Mánchester     | 13 de febrero de 2021   |
| 3000 metros obstáculos       | 9:15,64 min.  | Eugene         | 20 de julio de 2022     |
| 5000 metros                  | 15:29,54 min. | Torres Vedras  | 26 de marzo de 2022     |